# Клименков Андрій Анатолійович
Андрій Анатолійович Клименков (нар. 18 квітня 1982, м. Полтава, УРСР) — український актор театру та кіно, актор озвучення та дубляжу.

## Життєпис
Народився 18 квітня 1982 року у місті Полтава.
Освіта
Першу освіту здобув у Полтавському університеті споживчої кооперації України, присвятив час вивченню принципів менеджменту, маркетингу, грав у КВК, займався музикою, акторством. Закінчив виш 2004 року.
Театр
2009-го закінчив Київський національний університет культури і мистецтв (курс Нінель Биченко). Пройшов київські майстер-класи Івани Чаббак (2017), майстер-клас зі сценічного (рукопашного) бою (2018) від British Academy of Stage and Screen Combat (BASSC).
Задіяний у виставах київських театрах («Живий театр», «Дикий Театр»). З 2016-го – директор «Живого театру».
Музика
Музичний продюсер, DJ (нік – Andrew Rai). 2016 року отримав нагороду музичною премією як найкращий хіт-мейкер року за версією «Kiss FM 10 Dance Awards».
Кінокар'єра
З 2014 року грає у кіно. Кінокар'єра складається з участі у стрічках «Зустрічна смуга» (Микола), «Артист» (Єгор), «Зниклі сліди» (Борис), «Сім'я і трохи справедливості» (Фоломєєв) та інших. Медійний успіх сприченила роль кмітливого та наполегливого авантюриста на прізвисько Плут з однойменного серіалу 2021 року, який втілює зухвалу аферу й влаштовується до поліції під іменем свого загиблого друга. При цьому, актор від початку пробувався на роль Андрія, найкращого друга Плута, однак під час кастингу режисер Валерій Ібрагімов запропонував зробити пару сцен головного героя, й після затвердження на головну роль, пройшов двотижневі тренування із каскадером Дмитром Рудим, який брав участь у виробництві фільму «300 спартанців». Через глядацький успіх серіал отримав продовження на другий сезон, дія якого відбувається впродовж 2022 року, де персонаж Андрія зіштовхнувшись з жахіттями війни. У другому сезоні актор адаптував вимову свого персонажа у відповідності до своїх відчуттів, щоб вона була органічною. Багато працював над пошуком відповідних лайливих слів.
Є керівником авторського проєкту «Благо_дарю», у якому актори відверто розповідають свої історії через тексти авторів монологів, віршів та пісень.
Російське вторгнення в Україну
З початку повномасштабного вторгнення в Україну 2022 року активно займається волонтерством, провадить тезу про те, що донат – це як щоденний ритуал, подібний до ранкової чистки зубів. Взяв участь у благодійному аукціоні act_lots, де виставив курстку свого героя з серіалу «Плут».
Навесні 2022 року став ініціатором об'єднання колег-акторів задля професійної взаємопідтримки. Проєкт отримав назву «Кіноінтенсив». Основна ідея – детальний розбір акторами та режисерами обраної сцени відомої стрічки («Гострі картузи», «Картковий будинок», «Спілка мертвих поетів» тощо). Учасники кожного з інтенсивів проходіть етапи: заглиблення, детального розбору, «вихід на ноги», створення сцени. Паралельно «Кіноінтенсив» виконує й функцію збіру коштів – під час прямих трансляцій закриваються суми зборів в розмірі до 150 тис. грн.. Серед запрошених експертів – українські актори та режисери, зірка «Гри Престолів» Джек Ґлісон. Станом на березень 2024 року реалізовано 20 «Кіноінтенсивів».
Одружений. Із дружиною Вірою виховують сина Даниила (нар. 2023).

## Творчість

### Ролі у театрі
- «Між двох сил» за однойменною п'єсою Володимира Винниченка — Микита Іванович Сліпченко, батько
- «Ідіот» за однойменним романом Федора Достоєвського — Тоцький
- «Чоловік і дружина знімуть кімнату» Михайла Рощина — Олексій
- «Автобус» С.Стратієва — Він
- «Одинадцята заповідь, або Ніч блазнів» Неди Нежданої — Шудря, Дилда
- «Наречені Чорнобиля» В.Губарєва — Чорнобиль на ім'я Квітень
- «Чорна Пантера і Білий Медвідь» за однойменною п'єсою Володимира Винниченка — Мулен
- «Любо-дорого» Марселя Берк'є-Маріньє — Домінік

«Живий театр»
- «Каїн» за однойменною містерією Джорджа Байрона; реж. Руслан Гришко — Каїн
- «На полі крові» за однойменною драматичною поемою Лесі Українки; реж. Руслан Гришко — Прочанин
- «Гайдамаки» за однойменною поемою Тараса Шевченка; реж. Олександр Охрицький — Гонта
- «Великий диктатор» за мотивами п'єси «Кар'єра Артуро Уї, яку можна було спинити» Бертольта Брехта; реж. Олександр Охрицький — Ернесто Рома
- «Ревізор» за однойменною п'єсою Миколи Гоголя; реж. Аліса Колпащикова — Городничий
- «Назар Стодоля» за однойменною п'єсою Тараса Шевченка; реж. Яніна Бабченко — Гнат

«Чесний театр»
- 2016 — «Ніч 16 січня» за однойменною п'єсою Айн Ренд; реж. Катерина Чепура — Вітфілд[13]

«Дикий Театр»
- 2018 — «Галка Моталка» Наталії Ворожбит; реж. Анна Александрович — Борзов
- 2018 — «Жінко, сядь» за п'єсою «Любов сильніша» Наталії Блок; реж. Максим Голенко — Саня[14][15][16]

Проєкти
- 2019 — театралізована постановка з фотомистецтвом «Нічого зайвого» — Смичкомайстер

### Участь у фестивалях
- 2012 — Міжнародні фестивалі із виставою «Гайдамаки» за поемою Тараса Шевченка (реж. Олександр Охрицький) — роль Гонти
- XII Всеукраїнський фестиваль молодої режисури «Тернопільські театральні вечори. Дебют» (Тернопільський академічний обласний драматичний театр імені Т. Г. Шевченка)
- 2014 — VIII Vіжнародний відкритий театральний конкурс, фестиваль «Homo Ludens (Людина, яка грає)» (Миколаївський академічний художній драматичний театр)

### Фільмографія
- 2015 — «Центральна лікарня»; реж. В.Яковенко, В.Мельникова — кредитор
- 2015 — «Територія сну»; реж. О.Стрельникова — начальник охорони
- 2015 — «Крутий черевик»; реж. А.Березань — Діджей
- 2015 — «Відділ 44»; реж. Вл.Дяченко, Вл.Дощук, А.Степаненко — бармен
- 2015 — «Володимирська 15»; реж. В.Рожко, О.Туранський — бармен
- 2015 — «Ментівські війни»; реж. С.Уманець — бармен
- 2015 — «Громадянин Ніхто»; реж. Володимир Янковський — вокаліст групи
- 2016 — «Господиня»; реж. Б.Недич — санітар
- 2016 — «Потрійний захист»; реж. Анатолій Матешко — Вождь
- 2016 — «На лінії життя | Військовий госпіталь»; реж. Антон Гойда — Леонідов
- 2016 — «Троє»; реж. Іван Кравчишин — Бандит із банди Здорованя
- 2017 — «Зустрічна смуга» (серія «Кур'єр»); реж. В.Яковенко — Микола
- 2017 — «Жіночий лікар»; реж. А. Онуфрієв — Костя
- 2017 — «Вікно життя»; реж. Анатолій Григор'єв — Артем
- 2017 — «Спокуса»; реж. Ігор Забара — конвойний
- 2017 — «Друге життя Єви»; реж. Олександр Ітигілов — Фотомодель
- 2017 — «Обираючи долю»; реж. Анна Гресь — Поліцейський
- 2017 — «Черговий лікар» (3, 4, 5 сезон); реж. А.Онуфрієв, К.Денисюк — Тимофій Дмитрович, заступник міністра
- 2017 — «Кохати вічно»; реж. Ігор Забара — поліцейський
- 2017 — «Опер за викликом»; реж. Тарас Ткаченко — снайпер
- 2017 — «Пес–3» (14-та серія «Презумпція невинуватості»); реж. Микола Каптан — постоялець
- 2017 — «Перший раз прощається» (14-та серія «Презумпція невинуватості»); реж. Володимир Харченко-Куликовський — хлопець-захисник
- 2017 — «За законами воєнного часу-2» — вантажник
- 2018 — «Обручка з рубіном»; реж. Міла Погребиська — Колян
- 2018 — «Виходьте без дзвінка»; реж. Володимир Харченко-Куликовський — бандит
- 2018 — «Лікар Ковальчук–2»; реж. Віра Яковенко, Антон Гойда — Яша
- 2018 — «Черговий лікар» (5, 6, 7 сезон); реж. Павло Мащенко, Юлія Міщенко — Тимофій Дмитрович, заступник міністра з охорони здоров'я
- 2018 — «Родинні зв'язки»; реж. Володимир Харченко-Куликовський — лікар швидкої допомоги
- 2018 — «Ментівські війни. Харків»; реж. Володимир Харченко-Куликовський — Валенчук
- 2018 — «Пес–4»; реж. Микола Каптан — охоронець
- 2018 — «Артист»; реж. Анатолій Матешко — Єгор
- 2019 — «Сонячний листопад»; реж. Олександр Ітигілов — чиновник
- 2019 — «Подорожники»; реж. Харченко-Куликовський Володимир — продавець у секс-шопі
- 2019 — «Юрчишини»; реж. Олександр Березань — працівник ломбарду
- 2019 — «Речдок»; реж. Хачатур Василян — криміналіст Сушенко
- 2019 — «Eva» (Ізраїль, Україна); реж. Mati Kochavi — солдат
- 2019 — «Від любові до ненависті»; реж. Роман Барабаш — менеджер
- 2019 — «Папік»; реж. А.Яковлєв — адміністратор клубу
- 2019 — «На твоєму боці»; реж. О.Кирієнко, О.Золотарьова, О.Черних — охоронець головного героя
- 2019 — «Мама моєї дочки»; реж. Єва Стрельникова — адвокат Ольги
- 2019 — «Жіночий лікар»; реж. Андрій Осмоловський — Антон (близнюки)
- 2019 — «Хайп» (короткометражний); реж. Віктор Буток — Вася, продюсер[17]
- 2019 — «Чужий гріх»; реж. А.Лісовець — Клерк
- 2019 — «Брати по крові»; реж. Олег Масленніков — Крилов
- 2019 — «Пошта»; реж. М. Гуленко — Вадим
- 2019 — «Дівчинка у темряві» (короткометражний); реж. Сергій Баженов — Водій
- 2019 — «Доброволець»; реж. Ахтем Сеітаблаєв — Клим
- 2019 — «Пес–5»; реж. Микола Каптан — охоронець
- 2019 — «Відважні»; реж. В. Яковенко, М. Гуленко — Борис
- 2020 — «Таємні двері» — Каневцев
- 2020 — «Зникаючі сліди»; реж. Сергій Толкушкін — Борис
- 2020 — «Козаки. Абсолютно брехлива історія»; реж. Олександр Березань — опричник із засідки
- 2020 — «Закляті друзі»; реж. Микола Каптан, Денис Яроцинський — стильний бородань
- 2020 — «Філін»; реж. Олександр Онуфрієв — Даніель
- 2020 — «У кожного своя брехня»; реж. Анатолій Матешко — командир УБЕЗ
- 2020 — «Зречення»; реж. Сергій Сотніченко, Антон Гойда — Борис
- 2020 — «За вікном»; реж. Віктор Буток — Яша
- 2020 — «Funny LoveE»; реж. Віктор Буток — Яша
- 2020 — «Виховання почуттів»; реж. Володимир Харченко-Куликовський — Діма
- 2020 — «Спадок»; реж. Олександр Будьонний — інструктор
- 2020 — «Виклик, 101»; реж. Євген Доронін — Сергій
- 2020 — «Слід»; реж. Сергій Кримський — Божка
- 2020 — «Розтин покаже» (2 сезон); реж. Ігор Висневський — Кравчук
- 2020 — «Розмінна монета» — охоронець Діда
- 2020 — «Відпустка в сосновому лісі» — поліцейський
- 2020 — «Полонянка»; реж. Роман Барабаш
- 2020 — «Клятва лікаря» — коханець
- 2020 — «Пес–6»
- 2020 — «Карпатський Рейнджер»; реж. Сергій Крутін — Ігор
- 2021 — «Слід–2»
- 2021 — «Філін–2»
- 2021 — «Кришталеві вершини»; реж. Альона Рейнер — Гліб, турист
- 2021 — «Трикутник долі»; реж. Роман Барабаш — Льоха
- 2021 — «Швабра»; реж. Тарас Дудар — Переславцев
- 2021 — «Плут»; реж. Валерій Ібраїмов — Олександр Плутський, авантюрист на прізвисько «Плут»[18]
- 2021 — «Сім'я і справедливість»; реж. Петро Степін — Фоломєєв, майор
- 2023 — «Плут–2»; реж. Олександр Ітигілов — Олександр Плутський, авантюрист на прізвисько «Плут»[19]
- 2023 — «Кришталеві джерела»; реж. Максим Міхеда — Денис
- 2025 — «Емоційний відбиток» (детективний короткометражний фільм); реж. Ігор Гнесь — Напарник[20]
- N/A — «Співають коники у житі»; реж. Євген Хворостянко

### Озвучування та дубляж
- «Вождь червоношкірих» — гумористичне оповідання-новела американського письменника О. Генрі

### Робота на телебаченні
- 2019 — соціальний ролик на тему гендерної рівноправності проти насильства
- 2020 — «Речдок» («Інтер»); реж. Максим Зубченко — Слобода, оперуповноважений
- 2020 — «Сліпа» («СТБ»); реж. Єлизавета Хоменко — Андрій

## Нагороди та визнання
- 2016 — музична премія найкращому хіт-мейкеру року за версією «Kiss FM 10 Dance Awards»[3]